# Lioponera daikoku
Lioponera daikoku (лат.) — вид муравьёв рода Lioponera из подсемейства Dorylinae (Formicidae). Эндемик Японии. Назван в честь японского божества удачи Дайкокутэна (яп. 大黒天).

## Распространение
Встречаются в Японии.

## Описание
Мелкие муравьи буровато-чёрного цвета (длина тела около 3 мм), усики, жвалы и ноги желтовато-коричневые, глаза чёрные (самцы почти полностью чёрные). Голова прямоугольной формы, гладкая, с разбросанными мелкими точками, с субпараллельными сторонами и слабо вогнутым задним краем при виде спереди; от глаза к переднему концу головы сбоку проходит неглубокая бороздка. Мандибулы субтреугольной формы, гладкие, с мелкой и редкой пунктировкой; жевательный край без зубца, за исключением вершинного угла. Дорзальная поверхность тела блестящая с редкими мелкими пунктурами. Усики рабочих и самок 12-члениковые (у самцов 13). Петиоль с выступающими спереди боками, дорзолатеральные углы петиоля явные. Гнездятся в древесине. Семьи малочисленные, моногинные (в одной колонии около 10 рабочих и одна матка). Охотятся на личиночные стадии развития других видов муравьёв. В лабораторных и полевых наблюдениях зафиксированы как мирмекофаги рода Monomorium.

## Таксономия и этимология

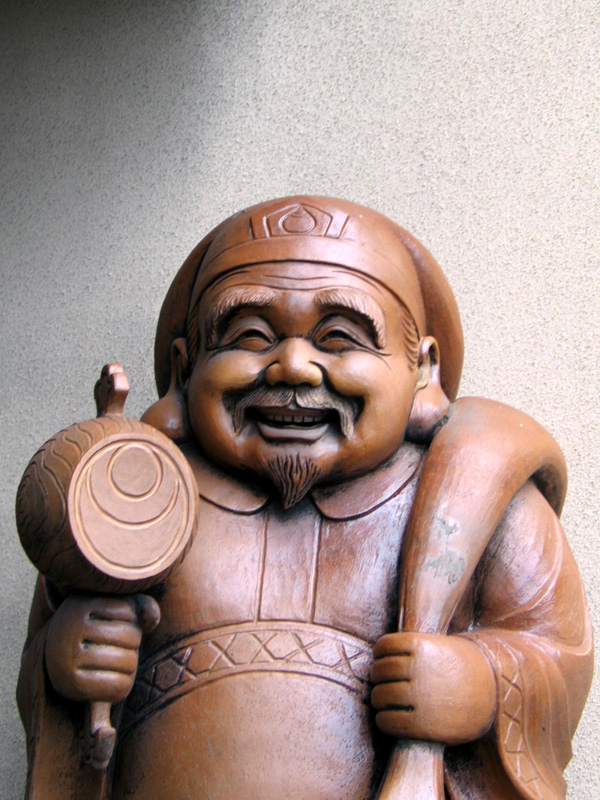
Божество удачи Дайкокутэн, в честь которого назван вид

Вид был впервые описан в 1996 году японским мирмекологом Мамору Тераямой под названием Cerapachys daikoku. В 2016 году, когда в ходе ревизии всех кочевых муравьёв таксон Lioponera был восстановлен в самостоятельном родовом статусе, данный вид получил именование Lioponera daikoku.
Видовое название L. daikoku происходит от имени Дайко́кутэ́на (яп. 大黒天), одного из семи богов удачи из старинной японской легенды.